# Theremin
Een theremin is een elektronisch muziekinstrument dat bespeeld wordt door de afstand tussen de handen en twee antennes te variëren. De speler raakt het instrument niet aan. De theremin werd in 1919 uitgevonden door Léon Theremin en is daarmee de allereerste analoge synthesizer die in staat was traploos de toonhoogte te veranderen. In 1923 kwam dan de opvolger van de theremin: de aetherophone, een soortgelijk instrument dat lang niet zo populair werd als de theremin.
De rechterhand beïnvloedt de toonhoogte en de linkerhand het geluidsvolume. Doordat minimale bewegingen al hoorbaar zijn, klinkt het instrument bijzonder expressief. De klank lijkt op die van een vrouwelijke operastem of een viool (enigszins doffer), maar het meest benadert de theremin het geluid van een zingende zaag.
Bekende bespelers van de theremin zijn Jimmy Page, Clara Rockmore (een studente van Léon Theremin), Fay Lovsky, Thorwald Jørgensen, Jean-Michel Jarre, Carolina Eyck, Pamelia Kurstin en Lydia Kavina.
De theremin — bespeeld door Celia Sheen — is te horen in de titelmuziek van de serie Midsomer Murders.

Jimmy Page bespeelde de theremin onder andere in Whole Lotta Love (1969) van Led Zeppelin - ook tijdens optredens.
In de jaren vijftig werd dit instrument vaak gebruikt in sciencefictionfilms, als er een ufo of vliegende schotel in beeld voorbijkwam. Ook voor de beginmelodie van eerste Star Trek serie werd de theremin gebruikt.
In een aflevering van de tv-serie The Big Bang Theory wordt de Star Trek tune ook op de theremin gespeeld door een van de personages (Sheldon Cooper). Een andere fictieve thereminspeler is Hannibal Lecter.

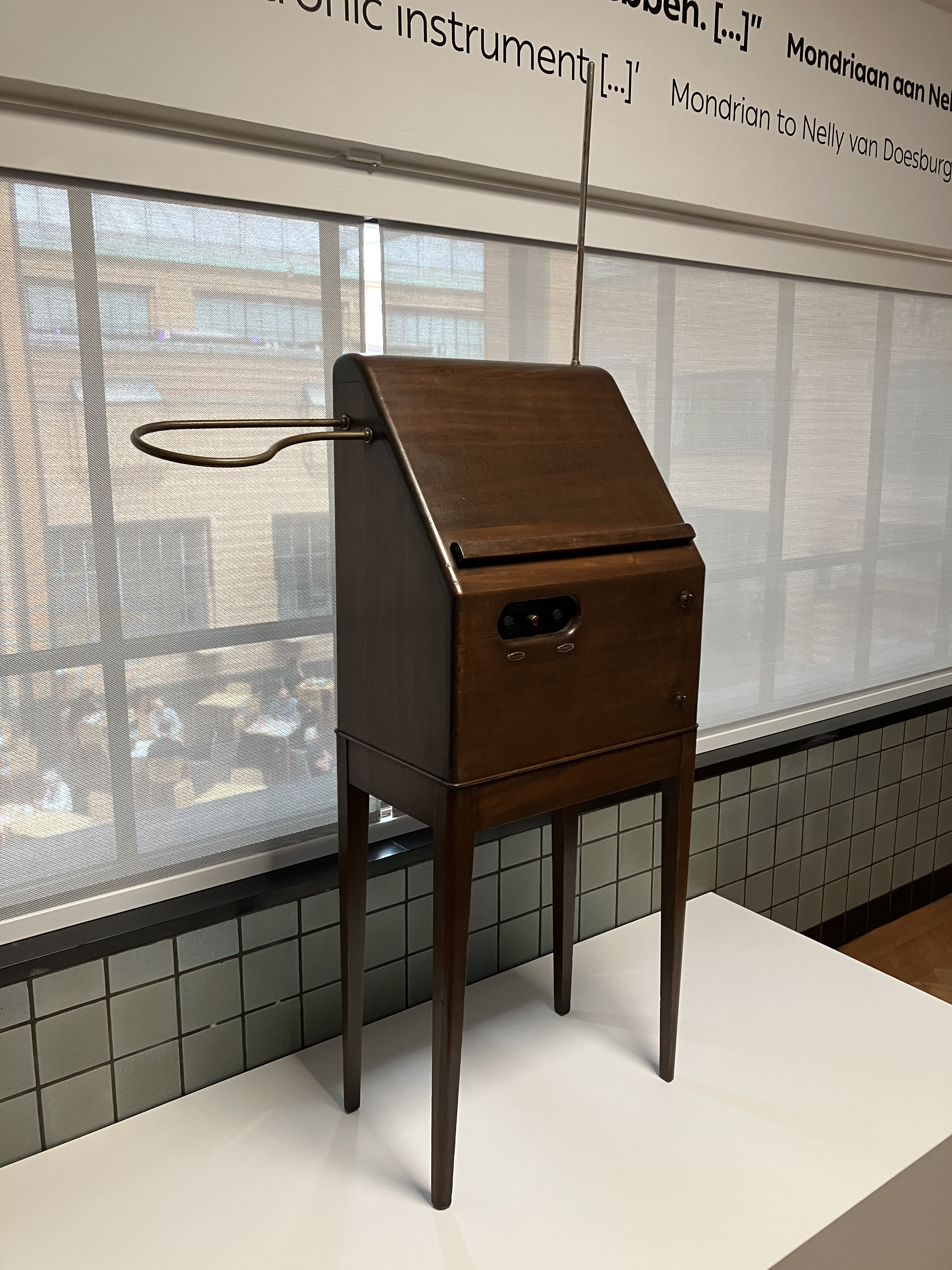
Theremin van R.C.A., model A-R 1264 uit circa 1930. Dit exemplaar bevindt zich in het Kunstmuseum Den Haag.

In oktober 2012 werd het werk Acht seizoenen, een concert voor theremin en kamerorkest, van de Fin Kalevi Aho uitgevoerd.

## Verwante instrumenten
Over de vraag of op een bepaalde geluidsopname een theremin te horen is, bestaan nogal wat misverstanden. Er bestaan namelijk diverse andere instrumenten die een theremin-achtig geluid voortbrengen.
In 1958 werd door Bob Whitsell de elektrotheremin ontwikkeld. In tegenstelling tot de theremin wordt dit instrument mechanisch aangestuurd (door middel van een schuifje). Een bekend nummer waarin de elektrotheremin wordt gebruikt is Good Vibrations van The Beach Boys.
In veel boeken en tijdschriften voor zelfbouwelektronica rond de jaren 1970-'80 stonden schema's voor theremins die met lichtgevoelige cellen (LDR's) werkten. Deze konden bespeeld worden door het licht van een erboven hangende lamp met de handen af te schermen.
Ook de ondes-Martenot maakt gebruik van een elektronenbuis om geluid te genereren.

## Trivia
- Mode Records heeft een cd uitgegeven met alleen muziek voor theremin, composities van Percy Grainger, Bohuslav Martinů, Joseph Schillinger, Friedrich Wilckens, Isidor Achron, Lydia Kavina en Vladimir Komarov.